# Сакураи, Такамаса
Такамаса Сакураи (яп. 櫻井 孝昌 Сакураи Такамаса, 19 декабря 1965 года — 4 декабря 2015 года, Токио, Япония) — специалист по поп-культуре Японии. Контент-медиа-продюсер, писатель прозаик, журналист, колумнист и радиоведущий. Ведущий шоу и лектор. Специально назначенный профессор-исследователь аспирантуры Университета Digital Hollywood (DHU). Исполнительный директор бюро Международной Отаку-EXPO Ассоциации (IOEA). Являлся членом различных экспертных советов МИД Японии.
Как «посол культурной дипломатии посредством аниме» (от Министерства иностранных дел Японии) выступал по всему миру с лекциями на тему японской поп-культуры, в частности, про аниме и японскую молодёжную моду. В том числе читал лекции на крупном ежегодном московском фестивале японской поп-культуры J-FEST и принимал участие в его организации.

## Биография
Родился и вырос в специальном районе Синдзюку города Токио. Он окончил начальную, среднюю и старшую школы при университете Васэда, а позже поступил в сам университет Васэда расположенные в его родном районе. Окончив факультет политологии и экономики , Такамаса Сакураи начал свою деловую карьеру в качестве редактора в одном из солидных книжных издательств Токио. Он выпустил большое количество научно-популярных книг в таких областях, как политика, экономика, медицина, искусство, спорт и развлечения. Помимо написания книг, он выступал в качестве продюсера и директора различных СМИ и мероприятий. Затем он перешёл в сферу интернет-бизнеса, занявшись производством контента, и таким образом был вовлечен в японскую индустрию интернет-услуг с момента её создания. Он отвечал за планирование и производство различных корпоративных веб-сайтов (в том числе и для крупных автомобильных компаний). Будучи одним из тех, кто стоял у истоков японского интернет-бизнеса, Такамаса Сакураи стремится передать свой опыт молодому поколению, обучая студентов различных учебных заведений тонкостям контент-производства. В его сферу деятельности входило создание визуального контента (например, видеоклипов для популярных японских музыкантов), организация медиа-проектов и продюсирование мероприятий для компаний и госучреждений.
Результатом работы по приглашению МИД Японии, пригласившим его в качестве лектора на стажировку об аниме для будущих дипломатов, явилось то, что с 2007 года Такамаса Сакураи посвятил себя деятельности по культурному обмену, одним из первых используя для налаживания международных связей такие феномены японской культуры, как аниме, манга, косплей, J-POP и мода Харадзюку. Регулярно появляясь в качестве комментатора на телевидении, в печати, на радио программах, а также с помощью живых лекций , Такамаса популяризировал Японию всему миру. В рамках культурной дипломатии к октябрю 2015 года ему довелось посетить более 150 городов в 27 странах и регионах мира.

### Смерть
4 декабря 2015 около 00:30 в специальном районе Токио Аракава на станции Ниси-Ниппори, с платформы JR линии Кэйхин-Тохоку Такамаса Сакураи, оступившись, попал под движущийся состав электрички из 10 вагонов. Как заявила полиция метрополитена, пассажиры находящиеся в тот момент на станции засвидетельствовали, что по его поведению перед транспортным происшествием, можно было предположить, что он не трезв и есть высокая вероятность несчастного случая. По прибытии в больницу, он скончался в возрасте 49 лет. Такамаса Сакураи жил в соседнем районе Хигаси-Ниппори.

## Посол «каваий»
По поручению МИДа Японии в 2009 году в рамках проектов культурной дипломатии, Такамаса Сакураи разрабатывает концепцию посла «каваий» (яп. カワイイ大使 каваий тайси), приближенное значение слова «каваий» в переводе с японского — милый. В МИД Японии были представлены и в качестве послов «каваий» 26 февраля 2009 г. официально назначены, три юные модели: Мисако Аоки — представляющая стиль «Лолита», Ю Кимура — представляющая уличный стиль Харадзюку и Сидзука Фудзиока — представляющая стиль «школьница». Целью было, назначить официальных культурных представителей, устанавливающих публичные отношения в направлении продвижения японской поп-культуры на международном уровне, которые бы принимали участие в различных представлениях и лекциях о японской моде, на мероприятиях подобных J-FEST, Bangkok’s Japan Festa и Japan Expo Paris.
В Москве впервые послом «каваий» была представлена японская модель Мисако Аоки в рамках фестиваля японской поп-культуры в 2009 году.

Такамаса Сакураи: В дипломатии сейчас популярно такое понятие, как «мягкая сила». Для того, чтобы в мире могли лучше понять Японию, мы решили использовать идеи поп-культуры. Во внешнеполитическом ведомстве осознали, что необходимо выбрать людей, которые могли бы стать своего рода «мостом» между Японией и молодежью из других частей мира. Мисако — профессиональная модель. В течение года мы попросили её стать послом «каваий», чтобы распространять в контексте «мягкой силы», идеи японской культуры. В нашей стране сейчас активно развивается мода. И, обсуждая кандидатуру на пост посла «каваий», мы решили, что будет лучше, если им станет представитель мира моды, представляющая идею Лолиты или так называемого «школьного костюма». Потому что именно этот стиль выглядит однозначно японским.

## «Дипломатия поп-культуры»
Такамаса Сакураи считал, что Япония, благодаря популярности продуктов своей поп-культуры, при правильном подходе могла бы быть дипломатическим посредником между разными странами, имея достаточно «власти над умами» поклонников и любителей аниме и манги. С его точки зрения, существует ряд влияний, проистекающих из увлечения иностранцев японским аниме. Влияния эти в итоге приводят к тому, что интерес к одному явлению впоследствии охватывает всю японскую культуру. Выглядит эта «схема влияний на интересы» так:
аниме => манга => язык => мода => общество и культурные традиции
Вместе с тем он считал, что сами японцы парадоксальным образом не понимают, какое влияние аниме и косплей оказывают на мир. Японцы, как он утверждал, не осознают, что аниме служит многим людям своеобразным гидом в изучении и оценке традиционной японской культуры. Из-за этого прискорбного факта, аниме-индустрия всё ещё остаётся слишком замкнутой и не пытается выйти на рынок экспортных шоу. Если же значительная часть аниме-продукции не будет ориентирована на экспорт, то Япония может незаметно упустить шанс на укрепление своего статуса, как влиятельной мировой державы.

## Литературная деятельность
Являясь большим популяризатором японской поп-культуры, аниме, японской молодёжной моды и занимаясь культурной дипломатией, Такамаса Сакураи является также автором публикаций и книг на эту тематику.

### Книги

#### На японском языке
- 『アニメ文化外交』（筑摩書房、2009年5月） — ISBN 978-4-480-06487-5 (рус. «Культурная дипломатия аниме»)
- 『世界カワイイ革命』（PHP研究所、2009年11月） — ISBN 978-4-569-77535-7 (рус. «Мировая революция Каваий»)
- 『日本はアニメで再興する』（アスキー・メディアワークス、2010年4月） — ISBN 978-4-04-868481-1 (рус. «Японию возродит аниме: закончилась эра заработка иностранной валюты автомобилями и бытовой электроникой»)
- 『「捨てる」で仕事はうまくいく』（ダイヤモンド社、2010年9月） — ISBN 978-4-478-01467-7
- 『ガラパゴス化のススメ』（講談社、2010年9月） — ISBN 978-4-06-216505-1 (рус. «Рекомендуем Галапагосы»)
- 『英語で話そう! 世界が恋する日本（ニッポン）―会話のつかみもTwitterもこれでOK―』（ アルク、2011年07月31日）  — ISBN 978-4-7574-1984-1
- 『日本が好きすぎる中国人女子』 PHP新書2013 — ISBN 978-4-569-81242-7 C0295 (рус. «Китайские женщины тоже любят Японию»)
- 『世界でいちばんユニークなニッポンだからできること～僕らの文化外交宣言～』（上坂すみれと共著 パルコ出版、2013年11月） — ISBN 978-4-86506-043-0 (рус. «Япония может сделать это, потому что мы самые уникальные в мире — декларация нашей культурной дипломатии». *Соавтор с Сумирэ Уэсака)[16].

### Публикации

#### На русском языке
- Глобальные перспективы японских аниме (17.04.2015) nippon.com[17]

#### Серии публикаций на японском (английском)
- 「J-Pop Culture 見聞録」（ アジアンビート 、2011年4月6日 - 2012年5月24日）
- 「櫻井孝昌のJAPAN!JAPAN!JAPAN!」（アジアンビート、2012年5月30日 - 2014年5月28日）
- 「ポップカルチャー見聞録〜世界が愛する日本を追いかけて〜」（アジアンビート、2014年6月4日 - ）
- 「ニッポン再発見!」（ 繊研plus 、2014年12月3日 - 2015年12月3日[4] ）

## Радио
- TOKYO No.1 カワイイラジオ（JFN 系列）— рус. ТОКИО № 1 каваий радио (JFN online: 18 апреля 2012 г. — 27 сентября 2014)[18]
- スキマから聴こえてくるラジオ ～ジャパラボ～ (JFN online: 5 октября 2014 — 6 февраля 2016)[19]